# Движение за истината за 11 септември
Движение за истината за 11 септември (на английски: 9/11 Truth Movement) е името, възприето от организации и личности, които поставят под въпрос официалната версия за атентатите от 11 септември 2001 г. в САЩ. Членовете на движението общуват най-вече чрез Интернет и често се събират за местни срещи, национални и международни конференции и обществени демонстрации.

## Характеристика

### Възгледи
Често изразявано твърдение сред поддръжниците на Дмижението е, че Полет 77 на „Американ Еърлайнс“ не се е блъснал в Пентагона и че мотивите за атентатите са за увеличаване на военния бюджет, за оправдаване на войни в Близкия изток и за засилване на вътрешния контрол в САЩ.
Подполковник Робърт Бауман, доктор на науките, (ВВС на САЩ, пенсиониран) изразява едно споделено мнение „Истината за 11 септември е, че не знаем истината, а трябва.“

### Цели
Поддръжниците на движението представят основните си цели като събиране на доказателства, изследвания и разпространение на твърдението, че членове на правителството са участвали в изпълнението на атентатите. Създадени са много международни, национални и местни организации, като „Учени за истина и справедливост за 11 септември“, „Архитекти и инженери за истината за 11 септември“ и „Пилоти за истината за 11 септември“.
Групата 911truth.org е образувана през 2004 г., за да координира усилията на различните регионални групи за 11 септември. Организацията описва подход от две стъпки относно „Истината за 11 септември“: първо да се разбере официалната версия и нейните недостатъци и второ да се заеме с последиците от това разбиране. Съществуват и други активистки групи като truthaction.org и truthmove.org.

### Медии
Движението най-често се обсъжда в Интернет и алтернативни медии, включително радио предавания като това на Алекс Джоунс от Тексас. Членове на движението са написали книги като: The New Pearl Harbor (Новият Пърл Харбър)(2004) на Дейвид Рей Грифин, 9/11 Synthetic Terror: Made in USA (2005) (11 септември синтетичен терор: направено в САЩ) на Уебстър Тарпли, Crossing the Rubicon (Прекосяване на Рубикон) на Майкъл Рупърт, The Terror Timeline, на Пол Томпсън Painful Questions (2002) на Ерик Хуфшмид и The War on Freedom (2002) на Нафиз Ахмед. Някои от най-популярните филми и видео записи на движението са The Great Deception (2002) and The Great Conspiracy (2004) на Бари Зуикър, 9/11 and the American Empire (2005) на Дейвид Рей Грифин, 9/11 Revisited Архив на оригинала от 2007-05-15 в Wayback Machine. на Дъстин Магфорд, 9/11 Mysteries Архив на оригинала от 2008-12-18 в Wayback Machine. (2006), Loose Change (2005), 9/11 Press for Truth (2006) и Terrorstorm (2006).
Някои от тях, като Loose Change са сред най-популярните на Google Video.

## История
В седмиците и месеците след атентатите са повдигнати въпроси относно официалната версия:
- Защо NORAD (командването на ВВС на САЩ) не е защитил Световния търговски център и Пентагона, две известни цели за терористи?
- Защо разузнавателните служби и службите за сигурност не са предотвратили атаките, въпреки многобройните предупреждения?
- Защо е позволено на президента Буш да остане в училищната стая във Флорида над 10 минути след като му е казано, че Америка е нападната?
- Никога в историята небостъргачи със стоманена рамка не са рухвали напълно, освен при контролирано срутване. Защо това се случи три пъти на 11 септември?

Администрацията на Буш няма желание да проведе разследване. Чувствайки, че основните медии не са поискали отговори на тези въпроси, някои роднини на жертвите, най-вече Момичетата от Джърси (Jersey Girls), заедно с оцелели от атентатите като Уилям Родригез (последният измъкнал се от Кулите близнаци) започват агитация чрез взаимодействие с медите за пълно разследване, започвайки т. нар. „Движение на семействата“.
През юни 2002 г. групата Неотговорени въпроси (Unanswered Questions) се представя в националния журналистически клуб във Вашингтон. Различни служители и някои членове на семействата на загиналите използват събитието, за да призоват за разследване на събитията от 11 септември. На 27 ноември 2002 г. е създадена Комисията за 11 септември, за да състави „пълен и изчерпателен отчет на обстоятелствата около терористичните атаки от 11 септември 2001 г., включително подготовката за и непосредствения отговор на атаките“.
Ръководния комитет на семействата от 11 септември (9/11 Family Steering Committee) и Граждански наблюдател 11 септември (9/11 Citizens Watch) се сформирани, за да следят работата на комисията. Те предават стотици въпроси за обществените сесии. На семействата е казано от Комисията, че въпросите им ще бъдат използвани като „пътна карта“ и ще им бъде даден отговор в крайния доклад.

### Началото
Дори преди сформирането на комисията едно малцинство от хора приемат гледището, че единственото разумно обяснение за сочените от тях аномалии в официалната версия и възприеманото като потулване на събитията от страна на властите е че (част от) правителството или предумишлено е позволило атентатите да се случат или активно е било заето с планирането и изпълнението на атаките.
На 8 януари 2002 г. митинг и поход към сенатския офис в Сан Франциско на сенаторката от Калифорния Даян Файнстайн иска конгресно разследване на атентатите. Делегация от активисти от организации за мир и човешки права се среща със служителите на Файнстайн и на другата сенаторка от Калифорния Барбара Боксър и поставят ключови въпроси за събитията от 11 септември. През същия месец президентът Буш и вицепрезидентът Дик Чейни искат от лидера на мнозинството в Сената, демократа Том Дашл, да ограничи разследването до „провал в разузнаването“.
Това е началото на станалото известно като Движение за истината за 11 септември. През 2002 г. конгресменката от Джорджия Синтия МакКини е идентифицирана като част от движението, след като поставя въпроса дали Буш е знаел предварително за атаките. Алекс Джоунс твърди, че е предсказал атентатите през юли 2001 г., дори споменавайки Световния търговски център като цел и че Осама бин Ладен, известен сътрудник на ЦРУ, може да бъде използван като изкупителна жертва. Майкъл Рупърт, Бари Зуикър и Тиери Мейсан публикуват критика на официалната версия за атентатите. Французинът Жан-Шарл Брисар и немците Матиас Брьокерс и Андреас фон Бюлов публикуват книги, критични спрямо медийното отразяване на атаките и представящи хипотезата за контролираното срутване на Кулите на Световния търговски център.
За да се достигне по-широка публика се предприемат кампании и демонстрации. През септември 2002 г. в Сан Франциско и Оукланд, Калифорния се държат първите митинги и походи „Буш го направи!“ През октомври 2002 г. анти-Буш пародия на долара, включваща адресите на уебсайтове, които твърдят, че доказват, че 11 септември е вътрешна работа започват да се разпространяват по протести и събрания.
Проектът за видимост на 11 септември (9/11 Visibility Project) се сформира през 2003 г. и през 2004 г. организира демонстрация на Кота нула. Активистите застават зад знаме с надпис „The Bush Regime Engineered 9/11“ (Режимът на Буш устрои 11 септември) и държат надписи „Support the Families: Stop 9/11 Cover-Up“ (Подкрепете семействата: Спрете потулването на 11 септември) и „Bush Knew“ (Буш знаеше). Раздадени са листовки, посочващи възприемани за противоречия точки в официалната версия. На 20 март 2004 г. над 100 000 души се появяват на демонстрация против Иракската война в Ню Йорк. Активисти на движението разпространят хиляди надписи „Прекратете потулването на 11 септември“ и на движението обръщат внимание национални медии.

### Реакция към Доклада на Комисията за 11 септември
За неприятно учудване на семействата и „скептиците за 11 септември“ много от въпросите поставени от Ръководния комитет на семействата пред комисията въобще не са поставени нито в публичните сесии, нито в Доклада на комисията. Лори Ван Окън, една от „Вдовиците от Джърси“ преценява, че на само 30% от въпросите им е даден отговор в Доклада на Комисията за 11 септември, публикуван на 22 юли 2004 г. Историята на семействата и тяхното наблюдаване на работата на Комисията е документирана във филма 9/11 Press for Truth (2006).
Комитетът на семействата пише доклад от 25 страници резюмиращ въпросите, които са представили пред Комисията, посочвайки тези, на които според тях е отговорено задоволително и тези, които според тях са пренебрегнати или изпуснати в Доклада. Книгата на Дейвид Рей Грифин The 9/11 Commission Report: Omissions and Distortions дава 115 примера на пропускане на информация или изкривяване на истината според автора. Той резюмира книгата си в статията си The 9/11 Commission Report: A 571-page lie (Докладът на комисията за 11 септември: лъжа от 571 страници), твърдейки, че целият доклад е съставен в подкрепа на една голяма лъжа: че официалната история за 11 септември е истина“.
На 26 май 2008 г. университетският професор Блеър Гадби започва протест и гладна стачка пред офисите на кандидата на Републиканската партия за президент Джон МакКейн. Аризонската щатска сенаторка от Републиканската партия Карън Джонсън се присъединява към протеста. На 10 юни тя кани Гадсби и други членове на движението тя говори пред щатския сенат възприемайки теорията за контролираното срутване и подкрепяйки възобновяване на разследването на 11 септември. В отговор на въпрос МакКейн, който е автор на предговор към книгата на сп. Popular Mechanics, целяща да опровергае теориите на движението, казва, че не се е видял с Гадсби, защото „не приемам добре заплахи.“

### Реакция към Доклада на НИСТ
Непосредствено след рухванията на Кулите близнаци и СТЦ 7, показанията на очевидци за чуване на експлозии и особености на рухванията, заснети от камери, които наподобяват контролирано срутване карат много хора, включително и телевизионни водещи и инженери да заподозрат, че в сградите са били поставени и взривени експлозиви. За няколко часа обяснението, че щетите от ударите и пожарите са довели до „прогресивно срутване“ се разпространява от масмедиите. В седмиците и месеците, които последват се появяват статии в научни списания, които обясняват, че пълното срутване на небостъргачите е било „неизбежно“, като повечето твърдят, че щетите от ударите и горещината на пожарите са причинили отслабването на подовите подпорни конструкции и вертикалните колони и „палачинковият“ (pancake) ефект на етажите рухващи един върху друг е унищожил цялата структура. Първоначалното правителствено разследване, Докладът на Агенцията за управление на извънредните ситуации (FEMA) (2002) достига подобно заключение, но препоръчва по-изчерпателно разследване. Пълният доклад за рухванията на Кулите близнаци от официалните следователи, Националният институт по стандарти и технологии, е публикуван през 2005 г.
В отговор на Доклада на НИСТ са написани много критики от членовете на движението. Те твърдят, че НИСТ е пренебрегнал ключови доказателства за контролирано срутване. „изопачил е реалността“ използвайки мамещи диаграми и език и е отговарял на аргументи „чучело“ („straw man“, аргумент, който не е поставен от противника в дебат и лесно се отхвърля). Популярната в движението статия от Джим Хофман е озаглавена Building a better mirage: NIST's 3-year $20,000,000 Cover Up of the Crime of the Century (декември 2005).
През есента на 2005 г. професорът по физика в университета Бригам Янг в Прово, Юта, Стивън Джоунс представя доклад, критикуващ Доклада на НИСТ и описващ хипотезата му, че Кулите на СТЦ предумишлено са срутени с експлозиви. Докладът получава малко внимание от основните медии, включително появяване на Джоунс по телевизия MSNBC. Това е първата такава програма по голяма кабелна телевизия. Докладът на Джоунс все още не е публикуван в официално научно списание, а в публикации, редактирани от членове на движението. Въпреки че Джоунс е критикуван от университета си и е принуден да излезе в платен отпуск той продължава да бъде в центъра на обществения интерес към изследванията на 11 септември.
През април 2007 г. някои от роднините на жертвите и членове на новосформираната организация Учени за истина и справедливост за 11 септември подават молба за поправка на Доклада на НИСТ НИСТ отговаря като поддържа първоначалните си заключения. Подателите на молбата отново пишат през октомври 2007 г. искайки от НИСТ да преосмисли отговора си.
Сред по-известните личности изразили позиции, които ги причисляват към Движението за истината за 11 септември са Чарли Шийн, Мартин Шийн, Дейвид Линч и Роузи О'Донъл.

## Критика
Движението е привлякло критика от някои големи медии:
На 3 септември 2006 г. списание Тайм публикува водеща статия. Озаглавена „Защо заговорите за 11 септември няма да си отидат“, отбелязвайки:
| „ | „Населението на свят номер 2 [Движението за истината за 11 септември] е по-голямо отколкото може да си помислите. Според допитване на Скрипс-Хауард сред 1010 възрастни миналия месец 36% смятат за „много вероятно“ или „донякъде вероятно“ че правителствени служители или са позволили атаките да се случат или сами са ги извършили. Тридесет и шест процента са много хора. Това не е периферно явление. То е в основното течение на политическата реалност“. | “ |

Същата статия заключава:
| „ | „Теориите [за заговор] извикват малки, разумни въпроси, които искат отговори, които са прекалено големи и неразумни, за да се преглътнат.“ | “ |

Мат Таиби от сп. Rolling Stone пише, че има две основни счепквания с Движението за истината за 11 септември“:
| „ | „Първото е, че дава извинение на поддръжниците на Буш да отхвърлят критиците на тази администрация. Не се съмнявам, че всеки път една от тези Loose Change кратуни си отвори устата, някой републиканец някъде печели пет гласа... Второ, достатъчно лошо е, че хората в тази страна смятат Тим ЛаХей за пророк, а Шон Ханити за обективен журналист. Но ако голям брой хора в тази страна могат да погълнат теория за заговор за 11 септември без да повърнат, цялата надежда е загубена.“ | “ |

Професорът по инженерство Томас Ийгър от МИТ първоначално не желае да реагира на въпросите поставени от движението, казвайки, „ако спорът влезе в основното обществено пространство, ще се заема с дебата“. В отговор на публикуването от Стивън Джоунс на хипотезата, че Световния търговски център е унищожен посредством контролирано срутване Ийгър заявява:
| „ | „Тези хора [от движението за истината за 11 септември] използват „обратния научен метод“ ... те определят какво се е случило, изхвърлят данните, които не прилягат на техните заключения и след това акламират откритията си като единственото възможно заключение.“ | “ |

На митинг в подкрепа на президентската кандидатура на жена си Бил Клинтън отговаря на провикнал се от тълпата, казвайки:
| „ | „11 септември не беше вътрешна работа, беше работа на Осама бин Ладен с 19 души от Саудитска Арабия, те убиха 3000 души и други чужденци, включително мюсюлмани у ние приличаме на идиоти, че хората убили нашите съграждани са го сторили, когато продължават да убиват хора по света.“ | “ |

## Внимание от страна на медии
- nymag.com
- www.csmonitor.com
- www.nationalpost.com
- www.vanityfair.com
- www.guardian.co.uk
- www.dailymail.co.uk
- Истината за 11 септември 2001 г.. www.dnes.bg.